# Bệnh viện Phụ nữ thành phố Đà Nẵng
Bệnh viện Phụ nữ thành phố Đà Nẵng là một bệnh viện chuyên khoa theo cơ chế ngoài công lập có trụ sở tại 26C Chu Văn An, Hải Châu, Đà Nẵng.

## Tổng quan
Bệnh viện Phụ nữ được thành lập và bắt đầu đi vào hoạt động vào ngày 19 tháng 5 năm 2009. Tính đến năm 2017, đây là bệnh viện duy nhất tại Việt Nam không thuộc bệnh viện công cũng không thuộc bệnh viện tư. Ban đầu, thành phố Đà Nẵng đã huy động vốn từ nhiều nguồn, trong đó có tài sàn công (ngân sách thành phố và Hội Liên hiệp Phụ nữ thành phố), để thành lập một bệnh viện nhằm khám chữa bệnh cho phụ nữ có hoàn cảnh khó khăn. Điều này cũng dẫn đến bất cập trong việc quản lý bệnh viện cũng như nhập nhằng mô hình công - tư.
Trong suốt 10 năm thành lập, Bệnh viện Phụ nữ hoạt động như một bệnh viện tư nhưng trực thuộc Hội Bảo trợ phụ nữ và trẻ em nghèo bất hạnh. Đã từng có nhiều đề xuất về việc chuyện bệnh viện về hình thức công như cách Đà Nẵng đã làm với Bệnh viện Ung Bướu vào năm 2015, nhưng Hội Bảo trợ phụ nữ và trẻ em nghèo bất hạnh không đồng ý vì cho rằng nếu chuyển sang hình thức công thì khó có thể huy động nguồn tài trợ từ tư nhân để hỗ trợ chi phí cho bệnh nhân khó khăn như trước.
Tháng 12 năm 2017, Bệnh viện Phụ nữ đã tiến hành lắp đặt hệ thống quét khối 3D nhũ tự động (ABVS) tích hợp siêu âm đàn hồi mô định lượng ARFI của Siemens Healthineers nhằm phát hiện sớm ung thư vú ở phụ nữ. Đây là hệ thống thứ 2 ở Việt Nam cũng như đầu tiên tại miền Trung ở thời điểm bấy giờ.
Tháng 11 năm 2019, xuất hiện sự cố tai biến sản khoa khiến 2 sản phụ tử vong, nghi ngờ có liên quan đến thuốc gây tê của bệnh viện đã khiến phòng mổ của Bệnh viện Phụ nữ bị tạm niêm phong. Sau khi điều tra, việc 2 ca tử vong được kết luận do sốc phản vệ và ngộ độc thuốc tê. Sau sự cố liên quan đến tai biến sản khoa này, việc chuyển đổi mô hình của Bệnh viện Phụ nữ sang hẳn bệnh viện công đã được nhiều người đặc biệt quan tâm.
Đầu năm 2021, Ủy ban nhân dân thành phố Đà Nẵng đã bàn giao nguyên trạng bệnh viện cho Sở Y tế quản lý. Đến ngày 19 tháng 3, bệnh viện chính thức dừng tiếp nhận bệnh nhân để chuyển đổi mô hình hoạt động, sát nhập trở thành cơ sở 2 của Bệnh viện Phụ sản - Nhi Đà Nẵng, chuyên khoa Sản, Nhi. Đến ngày 15 tháng 6, cơ sở 2 của Bệnh viện Phụ sản Nhi chính thức được khai trương và đi vào hoạt động.